# Promised Land (album Elvis Presley)
| Recensione               | Giudizio |
| ------------------------ | -------- |
| AllMusic                 | [ 1 ]    |
| Christgau's Record Guide | B        |
| MusicHound               | [ 3 ]    |
| Rough Guides             | [ 4 ]    |

Promised Land è il 39° album in studio di Elvis Presley, pubblicato nel 1975.

## Descrizione
Il disco venne registrato nel dicembre 1973 agli studi Stax Records di Memphis. Il materiale contenuto è tratto dai brani rimanenti delle sedute di registrazione che non erano stati pubblicati sul precedente LP Good Times. La title track, una rilettura abbastanza vigorosa di un brano di Chuck Berry, fu pubblicata come singolo e riscosse un buon successo di pubblico e critica piazzandosi alla posizione numero 14 della classifica Billboard Hot 100 negli Stati Uniti e nella top 10 in Gran Bretagna. Un altro hit minore estratto dall'album fu il brano If You Talk in Your Sleep. Le vendite globali del disco non furono comunque esaltanti, confermando il periodo di stanca della carriera di Presley, l'LP raggiunse infatti solamente la posizione numero 47 in classifica negli Stati Uniti e la 21 nel Regno Unito.
Nel 2000, nella ristampa in CD, al disco è stato accorpato, come "bonus track", l'intero album Good Times.

## Tracce
1. Promised Land (Chuck Berry) - 2:57
2. There's a Honky Tonk Angel (Who'll Take Me Back In) (Troy Seals, Danny Rice) - 3:01
3. Help Me (Larry Gatlin) - 2:27
4. Mr. Songman (Donnie Summer) - 2:08
5. Love Song of the Year (Chris Christian) - 3:33
6. It's Midnight (Billy Edd Wheeler, Jerry Chesnut) - 3:21
7. Your Love's Been a Long Time Coming (Rory Bourke) - 3:47
8. If You Talk in Your Sleep (Red West, Johnny Christopher) - 2:35
9. Thinking About You (Tim Baty) - 3:00
10. You Asked Me To (Waylon Jennings, Billy Joe Shaver) - 2:52

## Formazione
- Elvis Presley - voce, chitarra
- David Briggs - pianoforte, organo
- James Burton - chitarra
- Johnny Christopher - chitarra
- Jeannie Green - cori
- Per Erik Hallin - pianoforte, organo
- Mary Holladay - cori
- Susan Pilkington - cori
- Norbert Putnam - basso
- J.D. Sumner & The Stamps - cori
- Ronnie Tutt - batteria
- The Voice - cori
- Kathy Westmoreland - cori[7]